# Johann Georg Martin Reinhardt

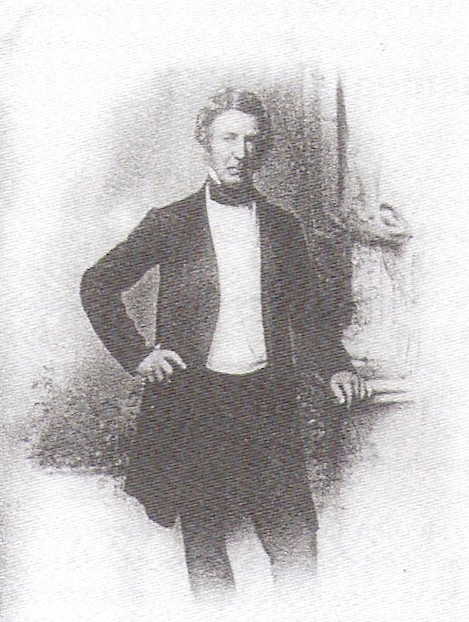
Johann Georg Martin Reinhardt

Johann Georg Martin Reinhardt (* 10. Mai 1794 in Usingen; † 29. Juni 1872 in Meisenheim) war hessen-homburgischer bzw. preußischer Landrat des Oberamtes Meisenheim bzw. des Kreises Meisenheim.

## Studium und Burschenschafter
Johann Georg Martin Reinhardt wurde als Sohn des Weißgerbers und Landwirts Johann Jacob Reinhardt und dessen Frau Margareta geborene Hild geboren. Er besuchte bis 1812 das Gymnasium in Weilburg und arbeitete danach als Kanzleiangestellter in Kirberg und Limburg. 1818 bis 1822 studierte er in Gießen Rechtswissenschaften und schloss das Studium mit der Promotion zum Dr. jur. ab.
Während des Studiums schloss er sich 1818 der christlich-teutschen Burschenschaft / Ehrenspiegelburschenschaft Gießen, 1819 der Gießener Allgemeinen Burschenschaft Germania und 1820 der Alten Göttinger Burschenschaft an. Allein die Mitgliedschaft in der Burschenschaft reichte in den Jahren nach den Karlsbader Beschlüssen schon, das Misstrauen der Behörden zu erregen. 1819 wurde Johann Georg Martin Reinhardt verhört aber nicht strafrechtlich weiter verfolgt. 1820 geriet er erneut in das Visier der Mainzer Zentraluntersuchungskommission, als sich nach der Verhaftung von Alexander Pagenstecher, einem Verdächtigen im Mordfall Karl Ludwig Sand, ein Briefwechsel Reinhardts mit Pagenstechers fand. 1822 taucht Reinhardt erneut in den Verhörprotokollen seines Schwagers Carl Seebold als möglicher Demokrat auf.
Am 27. Februar 1824 heiratete Johann Georg Martin Reinhardt in Homburg Therese Maria Franziska Seebold (1798–1869), die Tochter des nassauischen Hofkammerrates Lothar Seebold in Kirberg.
1824 wurde gegen ein Netzwerk liberaler Studenten ermittelt, dem nach zwei Nassauer angehörten: Johann Georg Martin Reinhardt und Richard Hildebrand. Hildebrand, wurde wegen der „Theilnahme an einem geheimen revolutionären Bund“ und die Publikation von mehreren demokratischen Schriften zu 19 Jahren Zuchthaus verurteilt. 
Eine Verurteilung von Johann Georg Martin Reinhardt (der in diesem Bund keine führende Rolle innegehabt hatte) scheiterte daran, dass Reinhardt Nassau verlassen hatte und nun im „Ausland“, in der Landgrafschaft Hessen-Homburg lebte. Dort war er ausweislich des Antwortschreibens des Usinger Amtmanns Emminghaus vom 12. Juli 1824 an die Mainzer Zentraluntersuchungskommission „als Polizei-Commisär und Advocat“ angestellt und darüber hinaus mit der Tochter des Hofkammerrates Carl Seebold verheiratet.

## Landrat
Als Vertreter liberaler Ideen trat Johann Georg Martin Reinhardt in der Folge nicht mehr hervor. Im Gegenteil wird er als strenger und dem Landgrafenhaus gegenüber loyaler Beamter beschrieben. Offensichtlich verfügte er über das Vertrauen des Landgrafen Ludwig, der ihn als Nachfolger des Regierungsrates Friedrich Wernigk zunächst 1830 als Justizbeamter und 1832 als Oberamtmann im Oberamt Meisenheim einsetzte. Das Oberamt Meisenheim war ein (und das deutlich größere) Amt der Landgrafschaft und räumlich vom Amt Homburg getrennt. Erst 1816 zur Landgrafschaft gekommen, bestand keine historisch gewachsene Beziehung zwischen Homburg und Meisenheim. Entsprechend reserviert stand die Meisenheimer Bevölkerung der Herrschaft der Landgrafen gegenüber. Es bestanden massive Konflikte wegen Mautzahlungen und unzureichender Salzlieferungen. Johann Georg Martin Reinhardt stellte die Ordnung mit harter Hand her und sorgte für Ruhe im Oberamt Meisenheim.
Im Rahmen der Märzrevolution kam es 1848 auch in der Landgrafschaft zu einem Aufstand. Neben den liberalen und demokratischen Zielen der Revolution stand in Meisenheim die Selbstbestimmung gegenüber Homburg im Mittelpunkt. So setzte man beim Landgrafen eine Beurlaubung von Johann Georg Martin Reinhardt zum 6. April 1848 durch. Die Leitung des Oberamtes übernahm provisorisch Geheimrat Dr. Christian Bansa. Schon 1849 wurde die Beurlaubung jedoch aufgehoben und Reinhardt war wieder im Amt.
1866 fiel die Landgrafschaft nach dem Aussterben des Hauses Hessen-Homburg an Preußen. Das Oberamt Meisenheim wurde zum preußischen Kreis Meisenheim. Auch in Preußen wurde die Amtsführung des Landrats offensichtlich geschätzt. Reinhardt verblieb bis zum Tode in seinem Amt. Er wurde 1867 als preußischer Beamter übernommen und am 15. September 1869 zum preußischen Geheimrat ernannt.